# Proprioseiopsis athiasae
Proprioseiopsis athiasae är en spindeldjursart som först beskrevs av Hirschmann 1962.  Proprioseiopsis athiasae ingår i släktet Proprioseiopsis och familjen Phytoseiidae. Inga underarter finns listade i Catalogue of Life.